# Cremeaux
Cremeaux é uma comuna francesa na região administrativa de Auvérnia-Ródano-Alpes, no departamento de Loire. Estende-se por uma área de 33,32 km². Em 2010 a comuna tinha 923 habitantes (densidade: 27,7 hab./km²).